# Kanna
Kannaは、ラッパーのNouchiとギタリストのKoshiによる日本の音楽ユニット。2017年、名古屋にて結成。

## メンバー
Nouchi（ノウチ、2001年7月11日 - ）
ラッパー。名古屋市出身。
作詞・作曲、ライブでのMC・ボーカル・ラップを担当。

Koshi（コーシ、2001年5月29日 - ）
ギター。名古屋市出身。
作曲、ライブでのギターを担当。

## 来歴
2017年
結成
2019年
マイナビ未確認フェスティバル2019“第3次審査ライブステージ” 出演
2022年
7月、フジロックフェスティバル’22 “ROOKIE A GO-GO” 出演。初の配信シングル「Kanna教」を配信リリース。2ndシングル「Super Junky Monkey」を配信リリース。8月、SUMMER SONIC 2022 “出れんの!?サマソニ!?“ 出演。9月、イナズマロックフェス2022 出演。
2023年
3月、3rdシングル「空」を配信リリース。
5月、レコーディングミュージシャンにBa.ダト・ダト・カイキ・カイキ（ENTH）とDr. KaeDe（Some Life）を迎え制作された4thシングル「Kick Ass Machine」と5thシングル「Birth」を連続配信リリース。
8月、初のEP『& Boys』をリリース、タワーレコード東海エリア4店舗限定でCD販売。
11月、6thyシングル「Make My Day」を配信リリース。リリースから約1カ月後、TikTokを中心としたSNSで浸透し始める。
12月、TikToker・ローカルカンピオーネが「Make My Day」の振付動画を公開した事をきっかけにさらなる話題となる。2ndEP『Youth』をリリース、タワーレコード東海エリア4店舗に加えタワーレコード渋谷店/梅田NU茶屋町店でもCD販売。
2024年
3月、6thシングル「Peace Out」を配信リリース、MVにはInstagramやTikTokで話題のモデル/インフルエンサーである小山栞奈（かんな）が出演。

## ディスコグラフィ

### 配信シングル
|     | 配信日         | タイトル            |
| --- | -------------- | ------------------- |
| 1st | 2022年7月13日  | Kanna教             |
| 2nd | 2022年7月27日  | Super Junkey Monkey |
| 3rd | 2023年3月8日   | 空                  |
| 4th | 2023年5月10日  | Kick Ass Machine    |
| 5th | 2023年5月24日  | Birth               |
| 6th | 2023年11月15日 | Make My Day         |
| 7th | 2024年3月20日  | Peace Out           |

### 配信EP
|     | 配信日        | タイトル | 収録曲                                                  |
| --- | ------------- | -------- | ------------------------------------------------------- |
| 1st | 2023年8月9日  | & Boys   | 1. 那津 2. Boys &Boys 3. Something on Your Mind 4. 那味 |
| 2nd | 2023年12月6日 | Youth    | 1. Dive 2. Freefall 3. Wolf 4. Make My Day              |